# ابزار ترجمه‌گر گوگل
ابزار ترجمه‌گر گوگل (به انگلیسی: Google translator toolkit)، یک خدمات تحت وب است که به مترجمان اجازهٔ ویرایش ترجمه‌های تهیه‌شده در ترجمه‌گر گوگل را می‌دهد. مترجمان با بهره از این ابزار می‌توانند کارهایشان را سامان دهند و از ترجمه‌ها، واژه‌نامه‌ها، و حافظهٔ ترجمه‌های اشتراکی استفاده کنند. آن‌ها می‌توانند پرونده‌های مایکروسافت ورد، اپن آفیس، آرتی‌اف، اچ‌تی‌ام‌ال، متن، و مقالات ویکی‌پدیا و نول‌ها را بارگذاری کنند.
ابزار ترجمه‌گر گوگل توسط ترجمه‌گر گوگل پشتیبانی می‌شود که یک خدمات ترجمهٔ رایگان برخط برای ترجمهٔ بیدرنگ متون و صفحات وب است. ترجمه‌گر گوگل به کاربران اجازهٔ دریافت ترجمه‌های ماشینی بیدرنگ متونی را می‌دهد که در واسط وب آن قرار داده می‌شوند یا پیوندی از وبگاهشان ارائه می‌شود. ترجمه‌گر گوگل ترجمه‌های خودکاری را ارائه می‌کند که ترجیحاً توسط تحلیل‌های آماری به‌جای تحلیل‌های دستورمحور مرسوم تولید می‌شوند. سپس می‌توان این ترجمه‌ها را با استفاده از ابزار ترجمه‌گر گوگل ویرایش کرد.
ابزار ترجمه‌گر گوگل در تاریخ ۹ ژوئن ۲۰۰۹ توسط شرکت گوگل منتشر شد. آنطور که در اوت ۲۰۰۸ اعلام شد، نخست قرار بود نام آن «مرکز ترجمهٔ گوگل» باشد.
در حال حاضر این سرویس در ایران از فیلتر خارج شده‌است.